# レンバッハハウス美術館
レンバッハハウス美術館 (Städtische Galerie im Lenbachhaus) は、ドイツのミュンヘンにある美術館である。「青騎士」派に属したワシリー・カンディンスキー、フランツ・マルクやパウル・クレーらの作品や、ヨーゼフ・ボイスコレクション、そしてメディア芸術コレクションやゲルハルト・リヒターなどの1945年以降の芸術作品が展示してある。

## 沿革
19世紀　肖像画家・美術収集家フランツ・フォン・レンバッハの邸宅兼アトリエを改装した美術館である。美術館の建物はレンバッハの好んだイタリア・ルネサンス風の様式で、1889年、ガブリエル・フォン・ザイドルの設計で建てられた。1925年にミュンヘン市の所有となっている。建物は美術館用途に改装されているが、レンバッハ自身の作品が展示されている、庭に面した部屋には邸宅だった当時の雰囲気が残されている。当館には『ビスマルク像』（1890年）など、レンバッハ自身の作品も収蔵されている。
カンディンスキーはロシアの出身で、当初法律学者を目指していたが、のち画家に転じ、ドイツに移住した。1896年よりミュンヘンおよび郊外のムルナウを拠点として制作を続けた。｢青騎士｣は 1911年、カンディンスキーとフランツ・マルクが中心となって結成した前衛美術家のグループで、その後の20世紀の美術に多大な影響を与えている。この派に属する画家としては、他にアウグスト・マッケ、アレクセイ・フォン・ヤウレンスキー、ガブリエーレ・ミュンターなどがいる。
第二次世界大戦後の1957年、ガブリエーレ・ミュンターにより、200点を超すカンディンスキー作品を含む「青騎士」派の絵画多数が寄贈された。レンバッハハウス美術館は、こうした収蔵品の展示のほか、ミュンヘン市立美術館としてさまざまなテーマの特別展を積極的に開催していることでも知られている。
2013年、イギリス人建築家ノーマン・フォースターによる増築を経て再オープンした。

## 主な収蔵品
- カンディンスキー『夜』（1906年 - 1907年）
- カンディンスキー『青い山』（1909年頃）
- カンディンスキー『ロマンティックな風景』（1911年）
- マルク『虎』（1912年）
- マルク『雨の中』（1912年）

### ギャラリー

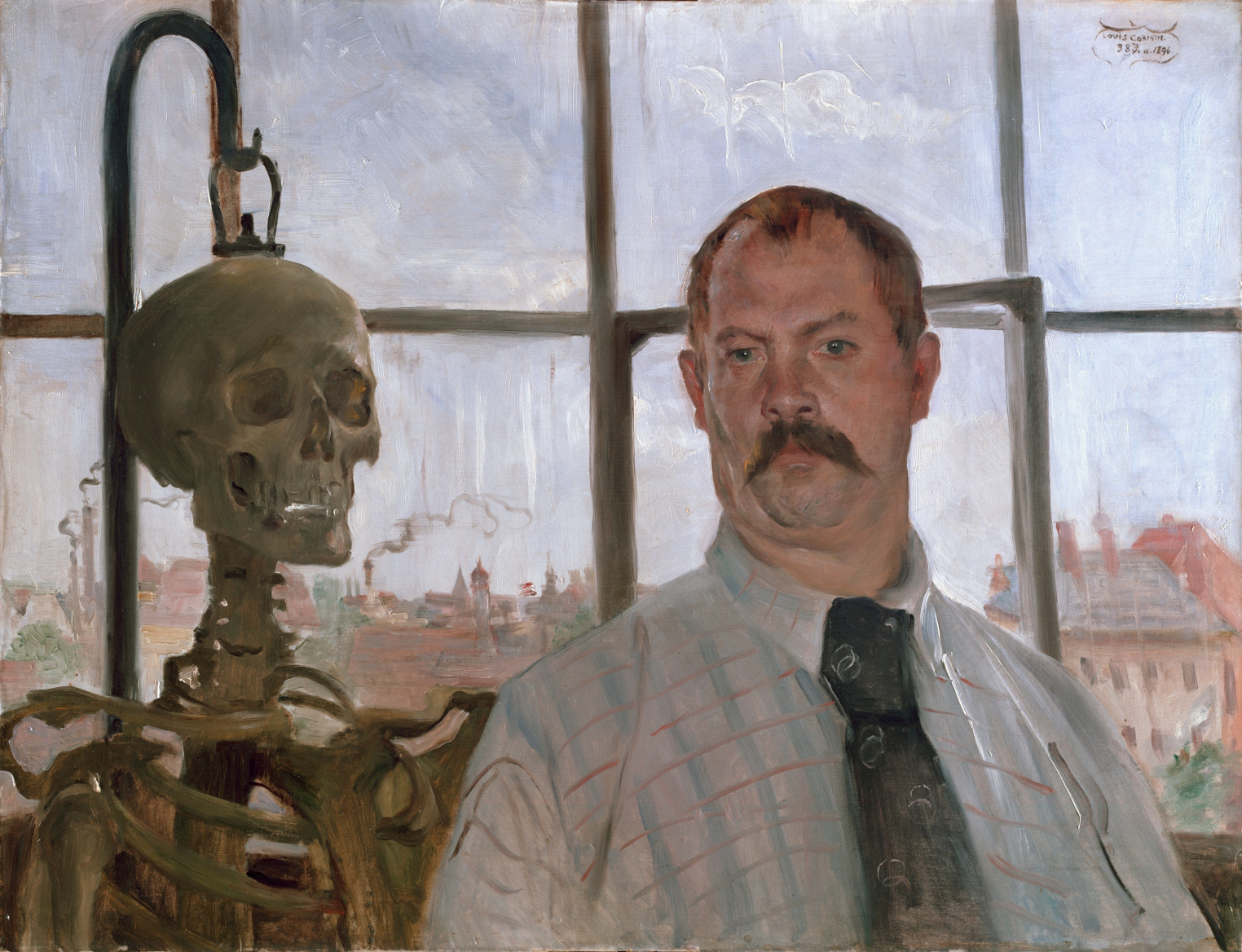
ロヴィス・コリント 骸骨のある自画像, 1896
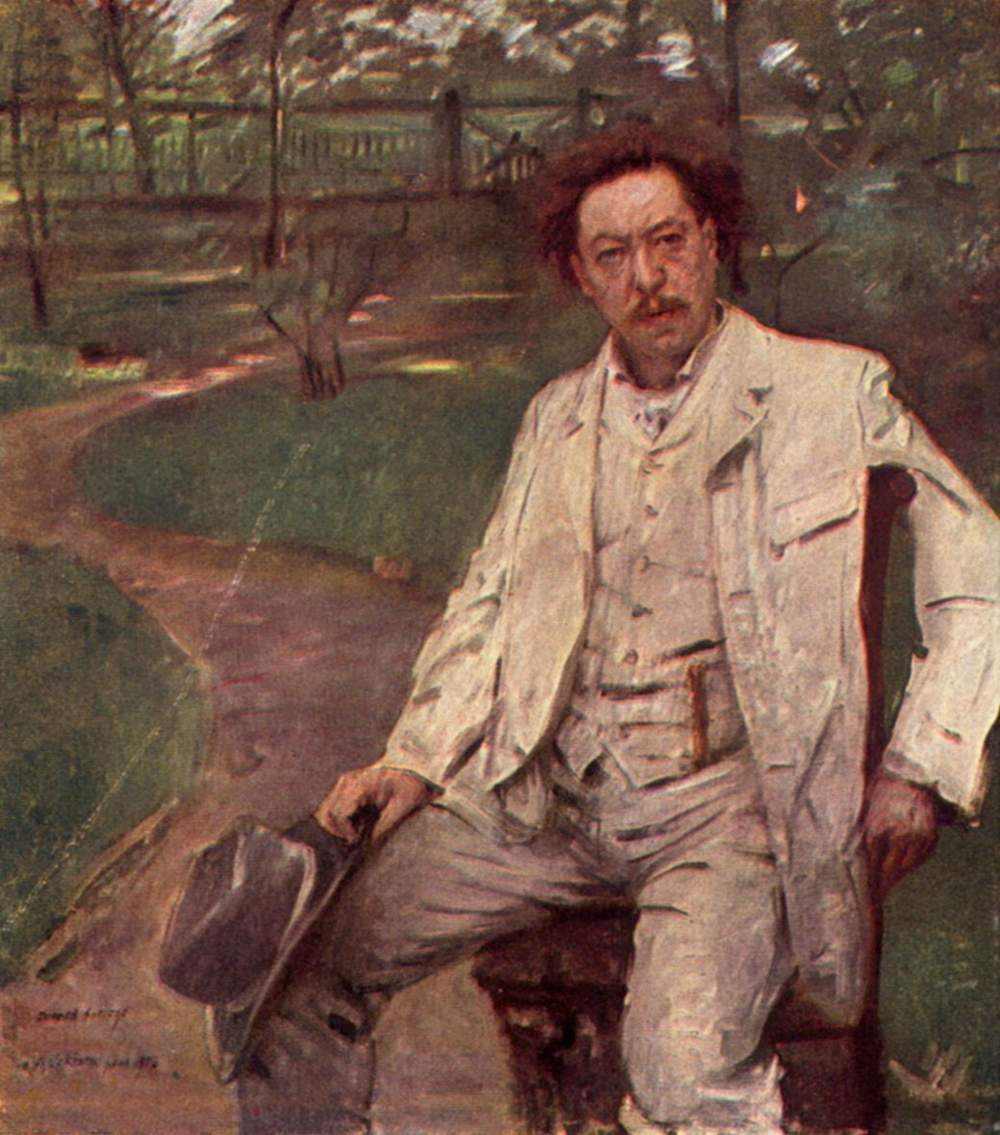
ロヴィス・コリント コンラート・アンソルゲ（ピアニスト）の肖像, 1903
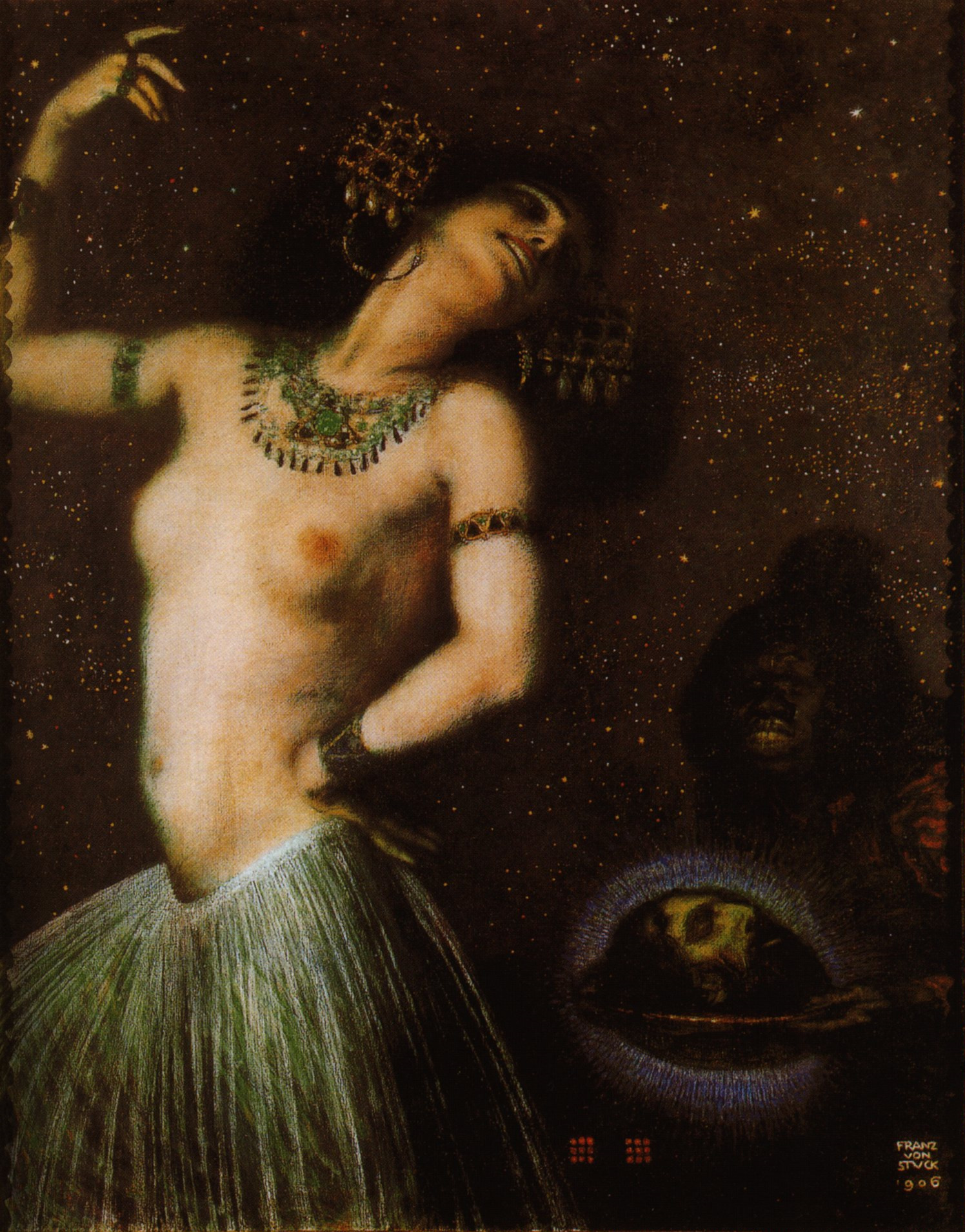
フランツ・フォン・シュトゥック 『サロメ』, 1906
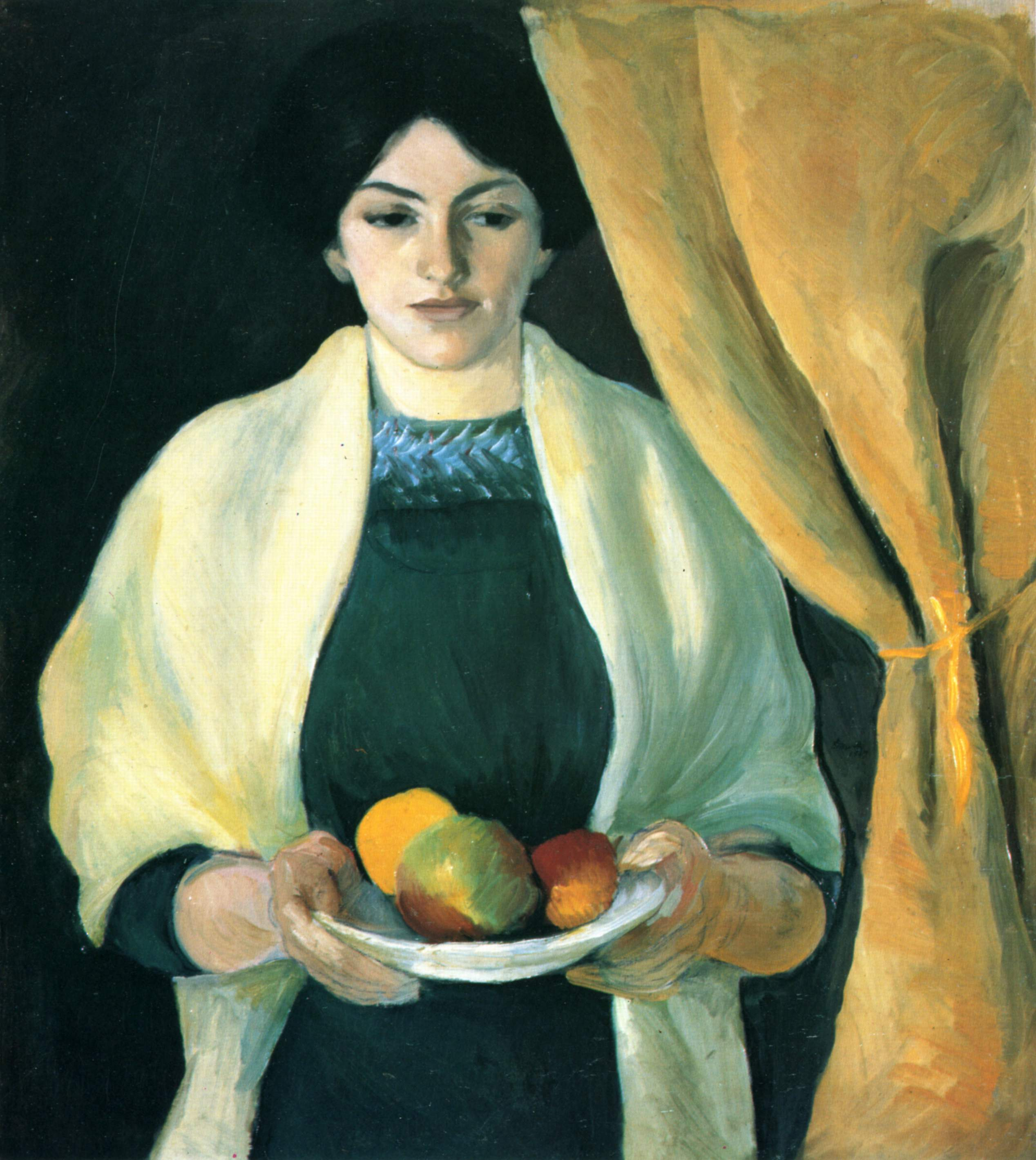
アウグスト・マッケ リンゴを持つ女性の「肖像画, 1909
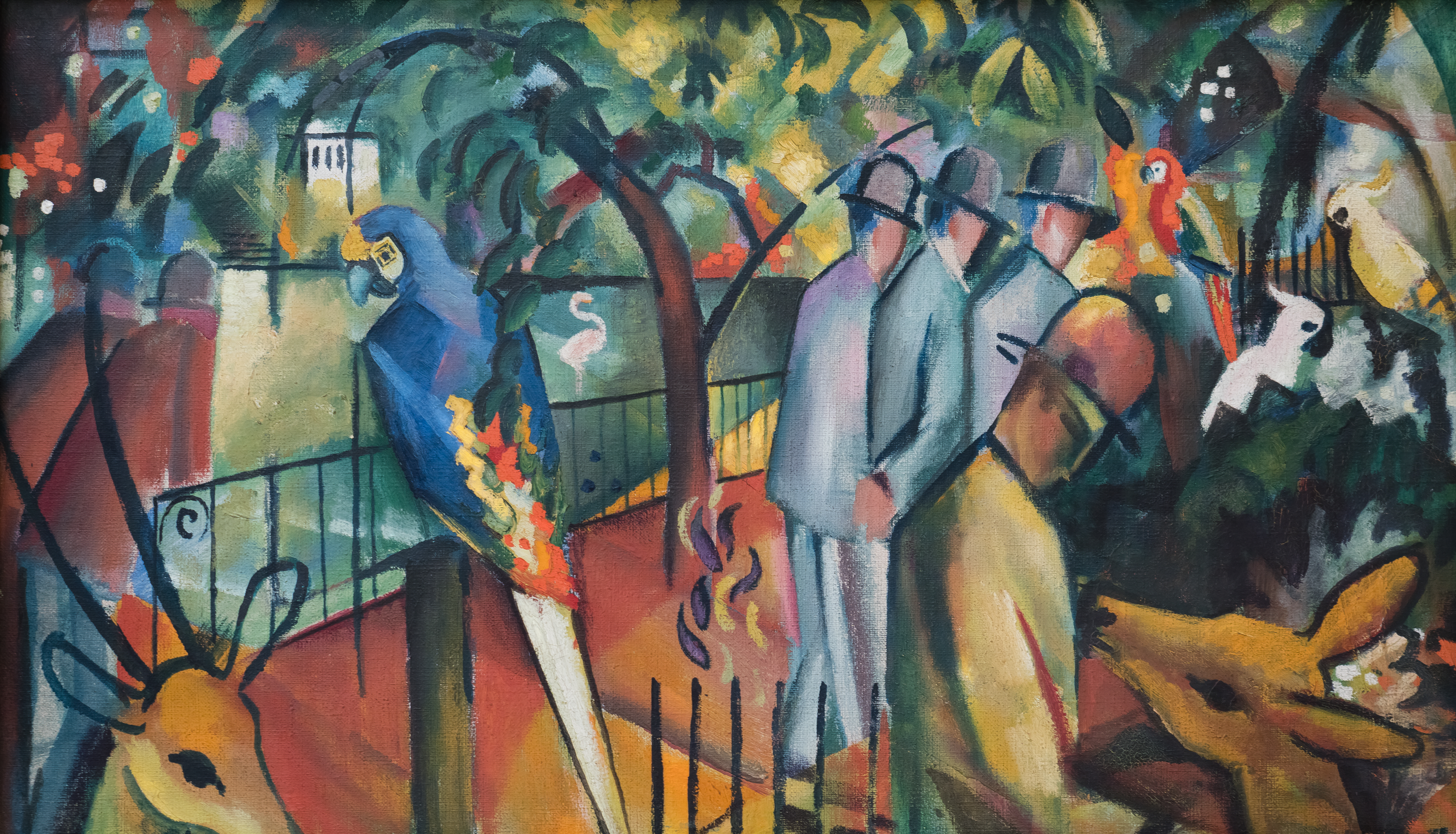
アウグスト・マッケ 『動物園 I』, 1912
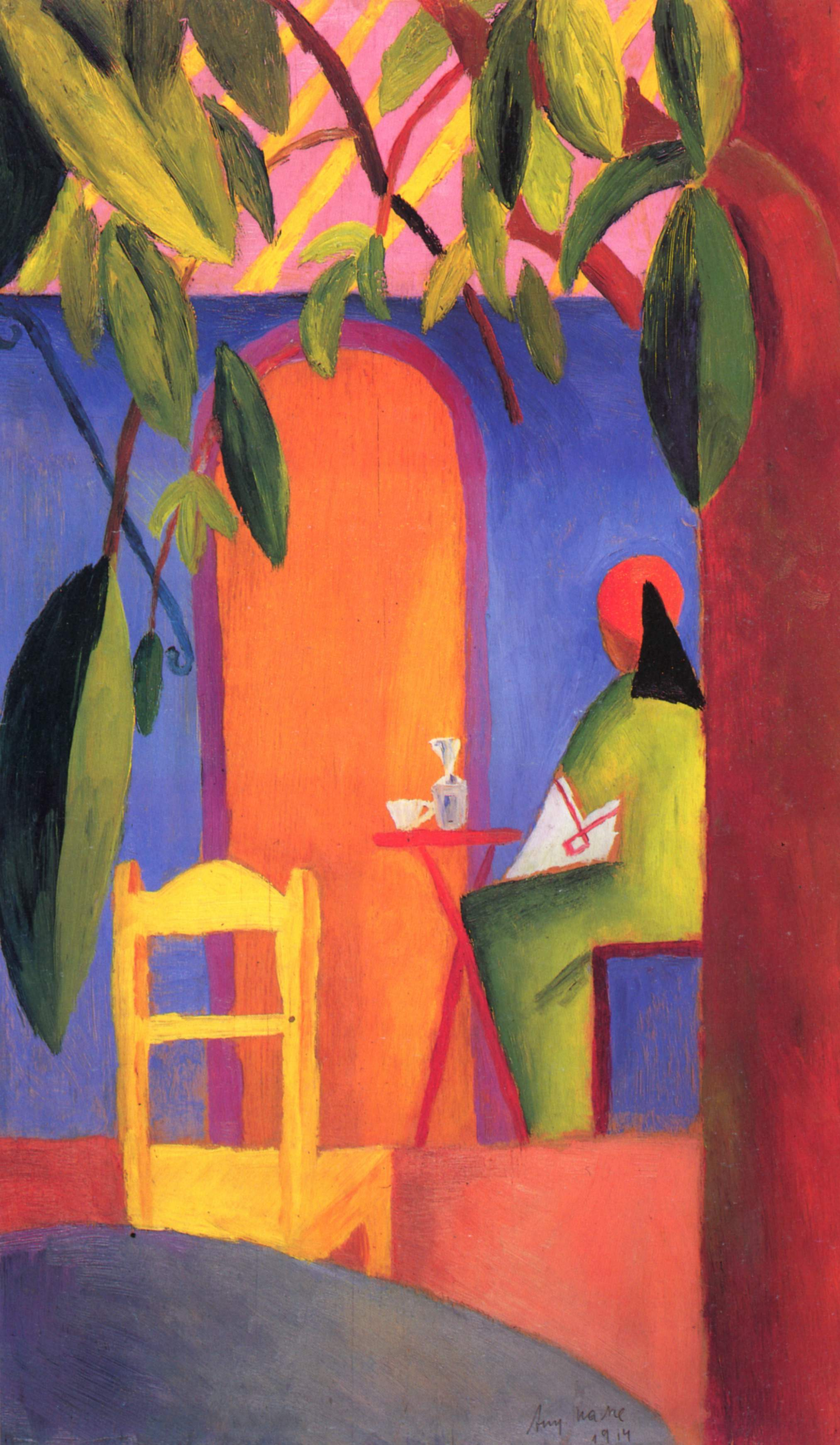
アウグスト・マッケ Türkisches Café, 1914
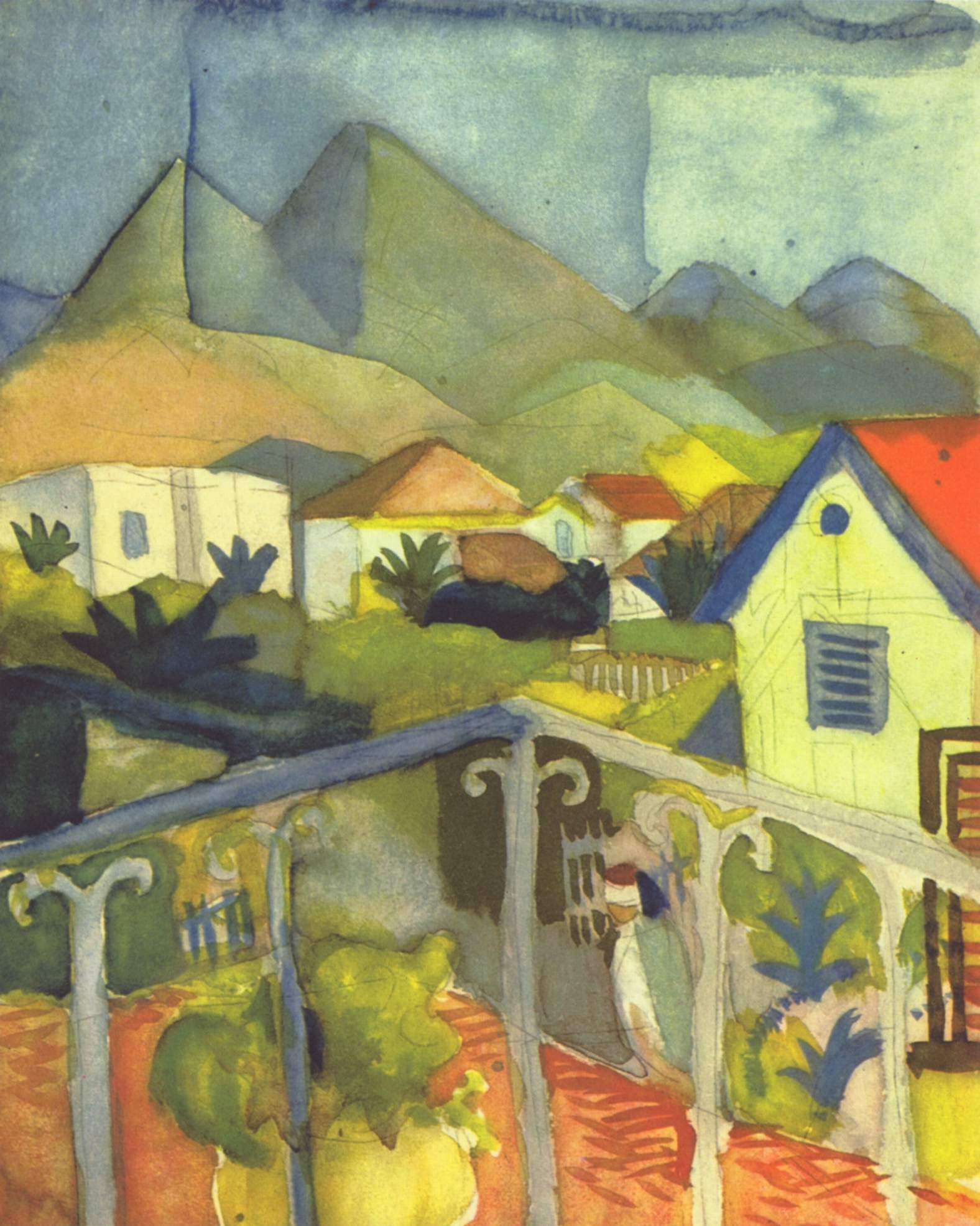
アウグスト・マッケ St. Germain bei Tunis, 1914
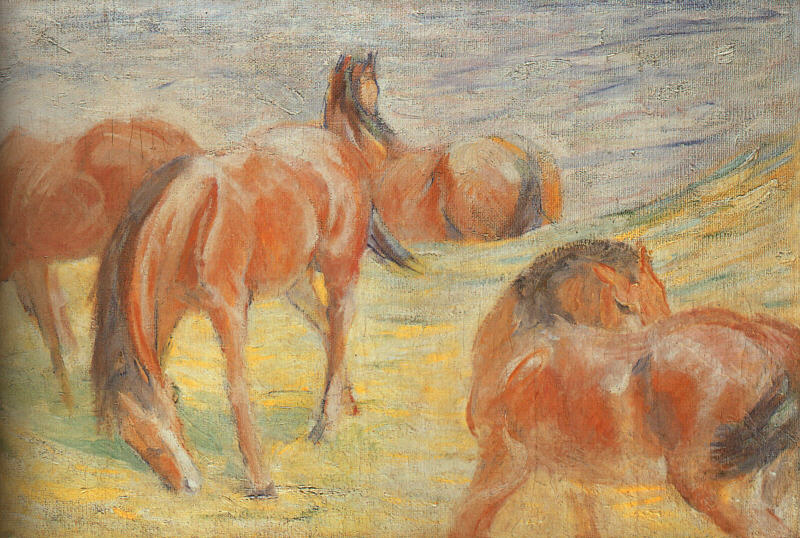
フランツ・マルク 放牧された馬 I, 1910
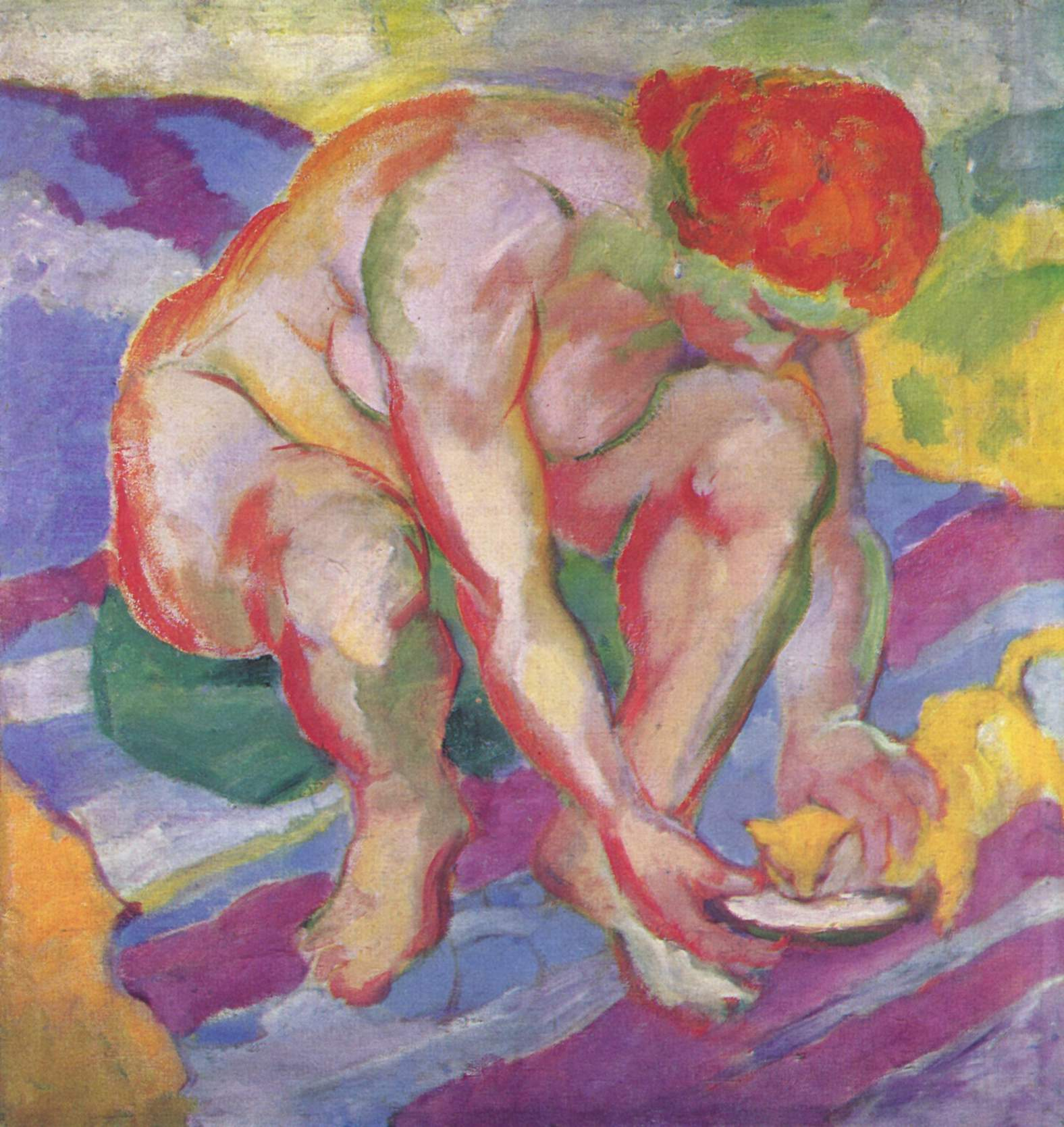
フランツ・マルク 猫とヌード, 1910
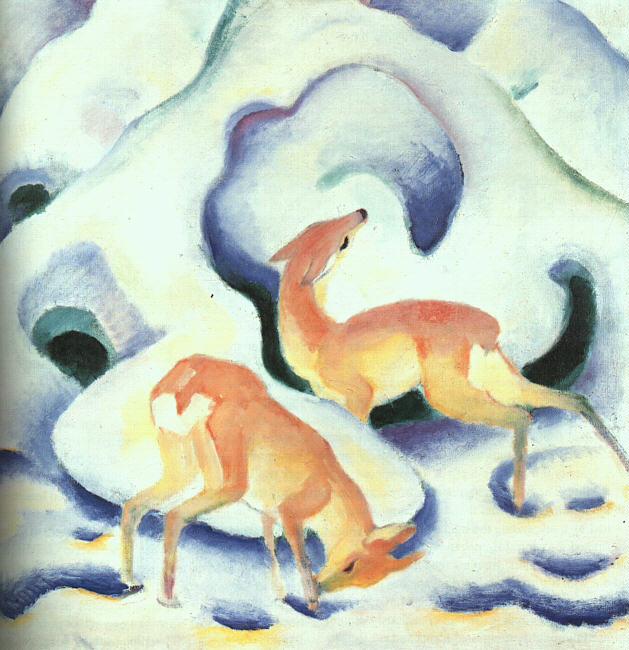
フランツ・マルク Rehe im Schnee, 1911
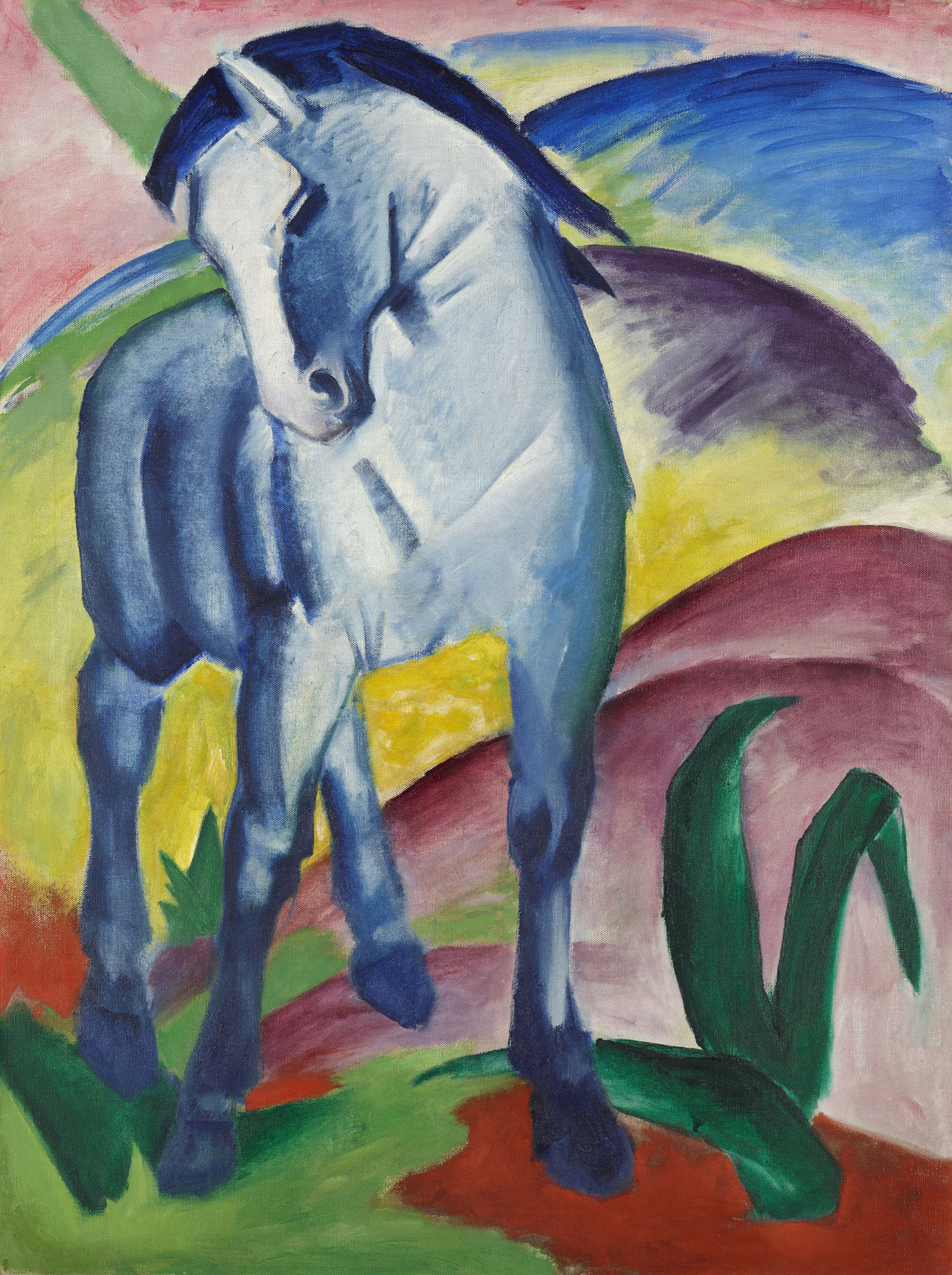
フランツ・マルク 青い馬 I, 1911
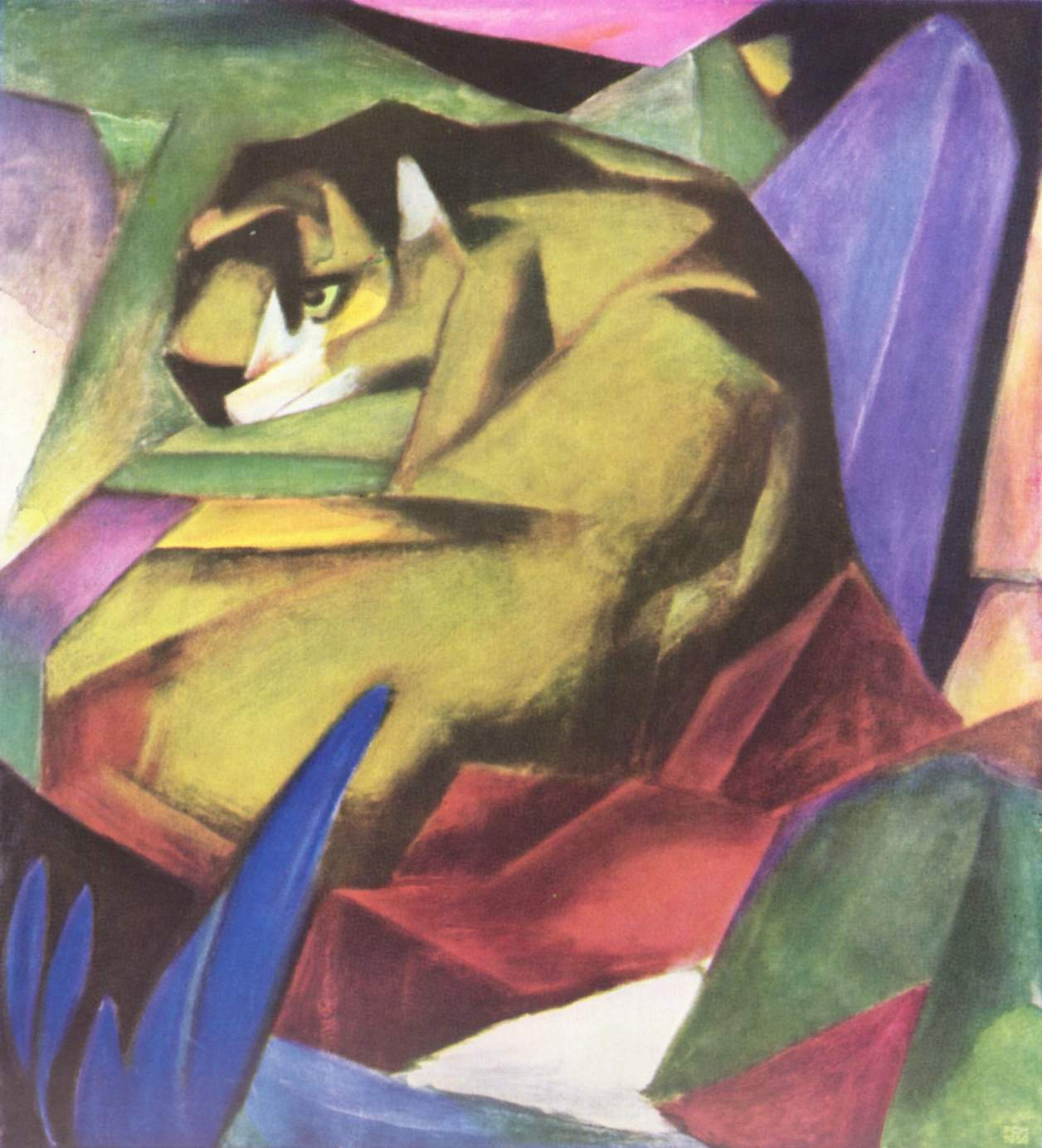
フランツ・マルク 『虎』, 1912
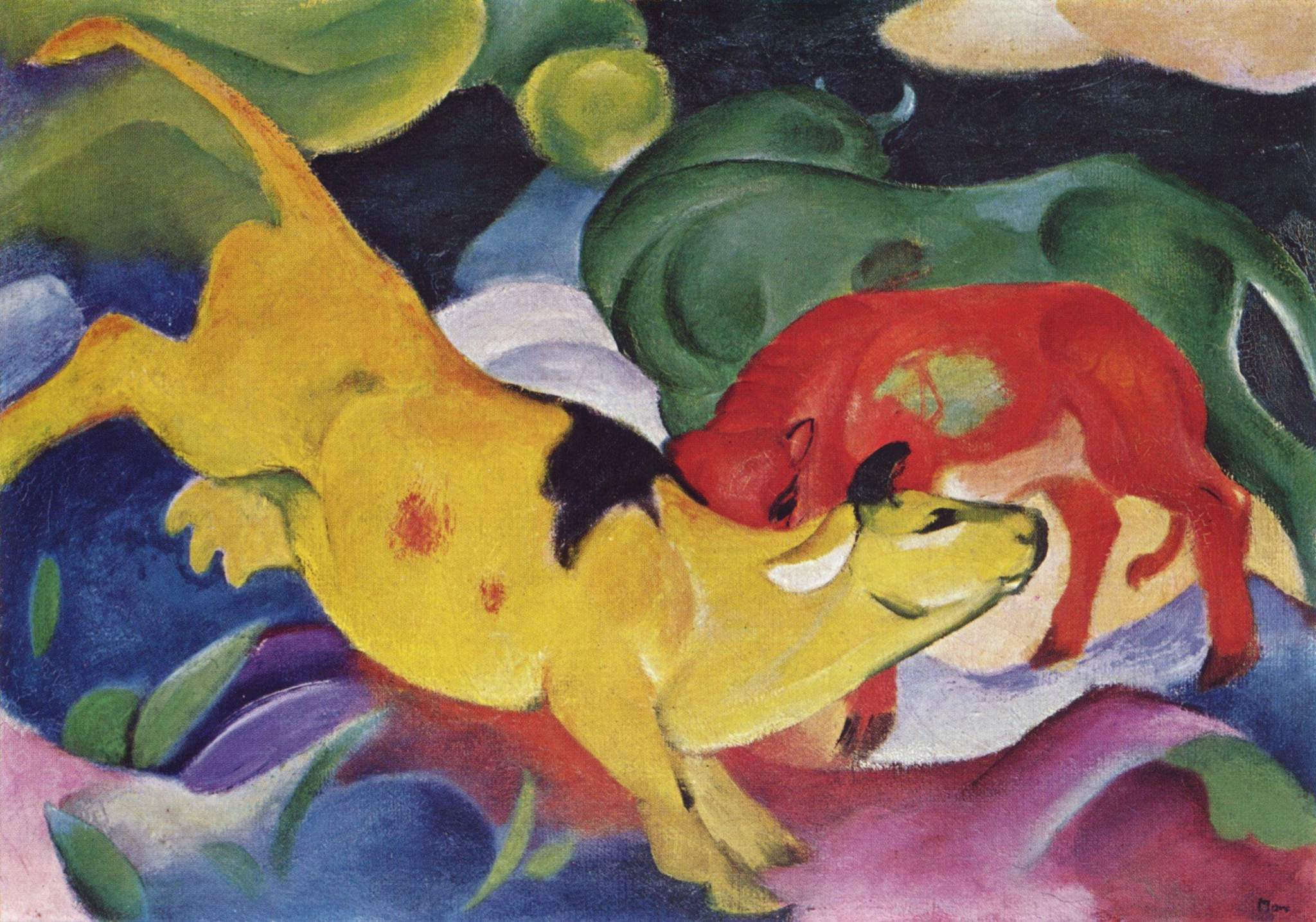
フランツ・マルク Kühe gelb-rot-grün, 1912
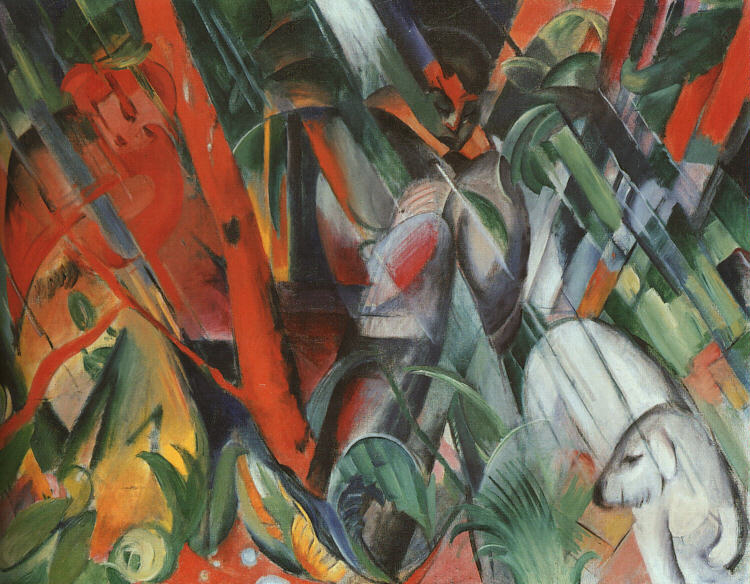
フランツ・マルク 『雨の中』, 1912
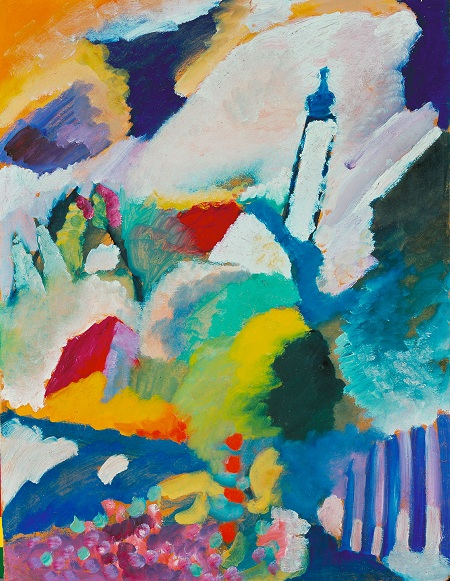
ワシリー・カンディンスキー 教会のあるムルナウの街 I, 1910
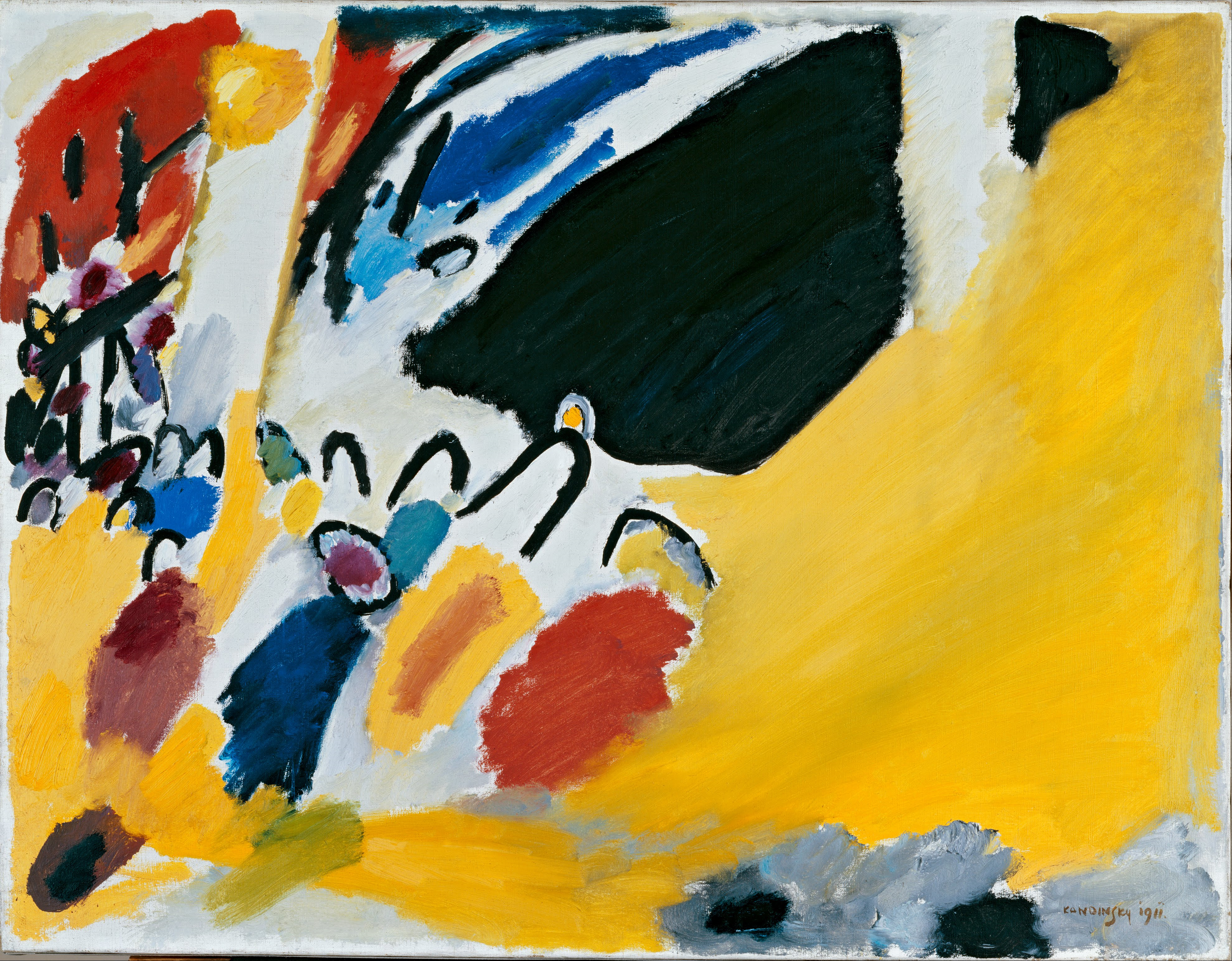
ワシリー・カンディンスキー Impression III (Konzert), 1911
ワシリー・カンディンスキー 『即興 渓谷』, 1914